# Autostrada A2 (Rumänien)
Die Autostrada A2 (rumänisch für ,Autobahn A2‘), auch Autostrada Soarelui (rumänisch für „Sonnen-Autobahn“) genannt, verbindet die Hauptstadt Bukarest mit Constanța bzw. 2 Mai am Schwarzen Meer.
Seit April 2007 war der komplette 151,6 km lange Abschnitt Bukarest–Cernavodă befahrbar. Im April 2007 wurde der 36,7 km lange Abschnitt Drajna–Fetești freigegeben. Ende 2006 waren 116 km befahrbar, das betraf die beiden Streckenabschnitte Bukarest–Drajna und Fetești–Cernavodă.
Ende Juli 2011 wurde der Streckenabschnitt vom Medgidia nach Constanța (14 km) freigegeben; er war bis zum Juli 2012 nur einbahnig befahrbar. Am 19. Juli 2012 wurde ebenso das letzte Teilstück der A2 zwischen Cernavodă und Medgidia eröffnet. Die letzten Arbeiten an dem Abschnitt wurden im November 2012 fertiggestellt.
Für die Benutzung von Autobahnen und Nationalstraßen muss generell eine Vignette (rovinietă) erworben werden.